# (11061) Lagerlöf
Pour les articles homonymes, voir Lagerlöf.
(11061) Lagerlof, désignation internationale (11061) Lagerlöf, est un astéroïde de la ceinture principale.

## Description
(11061) Lagerlof est un astéroïde de la ceinture principale. Il fut découvert le 10 septembre 1991 à Tautenburg par Freimut Börngen. Il présente une orbite caractérisée par un demi-grand axe de 2,78 UA, une excentricité de 0,08 et une inclinaison de 2,1° par rapport à l'écliptique.

## Compléments